# Westport (Oregon)
Westport az Amerikai Egyesült Államok északnyugati részén, Oregon állam Clatsop megyéjében elhelyezkedő népszámlálási lakóövezet. A 2010. évi népszámláláskor 321 lakosa volt. Területe 1,72 km², melynek 100%-a szárazföld.
A közösséget a Puget-szigetre közlekedő Wahkiakum megyei komp köti össze a Washington állambeli Cathlamettel. A területen keresztülhalad a 30-as út, mely nyugaton Astoria, keleten Clatskanie felé halad.

## Történet
Westport nevét a Skóciából származó John West hajóskapitányról, feltalálóról, malomépítőről és favágóról kapta, aki az 1850-es évek elején költözött ide. West fiatalon Kanadába emigrált, ahol egy Szent Lőrinc-folyómenti fűrésztelepen dolgozott; később, az 1849-es kaliforniai aranyláz idején érkezett Oregonba. A mai Westport területén fűrészüzemet és lazacfeldolgozót létesített.
A közösség postahivatala 1863-ban nyílt meg; első postamestere John West lett.

## Népesség
A 2010-es népszámláláskor 321 lakója, 134 háztartása és 89 családja volt. A népsűrűség 186,4 fő/km². A lakóegységek száma 161, sűrűségük 93,6 db/km². A lakosok 92,8%-a fehér, 0,6%-a indián, 2,2%-a egyéb-, 4,4% pedig kettő vagy több etnikumú. A spanyol vagy latino származásúak aránya 12,8% (8,7% mexikói, 1,9% Puerto Ricó-i, 2,2% pedig egyéb spanyol/latino származású).
A háztartások 29,9%-ában élt 18 évnél fiatalabb. 44,8% házas, 10,4% egyedülálló nő, 11,2% pedig egyedülálló férfi; 33,6% pedig nem család. 26,9% egyedül élt; 12%-uk 65 éves vagy idősebb. Egy háztartásban átlagosan 2,4 személy élt; a családok átlagmérete 2,85 fő.
A medián életkor 41,6 év volt. A város lakóinak 27,4%-a 18 évesnél fiatalabb, 7,8% 18 és 24 év közötti, 20,5%-uk 25 és 44 év közötti, 25,2%-uk 45 és 64 év közötti, 19%-uk pedig 65 éves vagy idősebb. A lakosok 52%-a férfi, 48%-uk pedig nő.

## Fordítás
Ez a szócikk részben vagy egészben  a   Westport, Oregon című angol Wikipédia-szócikk ezen változatának fordításán alapul.  Az eredeti cikk szerkesztőit annak laptörténete sorolja fel. Ez a jelzés csupán a megfogalmazás eredetét és a szerzői jogokat jelzi, nem szolgál a cikkben szereplő információk forrásmegjelöléseként.